# Frecuencia 04
Frecuencia 04 fue una telenovela argentina de tipo comedia romántica, musical y drama, dedicada al público adolescente. Fue producida por Telefe Contenidos y Red Lojo y se estrenó oficialmente el 19 de abril de 2004 a través de Telefe y finalizó el 7 de octubre de ese año.

## Sinopsis
Dejaron de ser chicos, pero todavía no son adultos. Son jóvenes que existen en aquel intervalo quilombero llamado adolescencia, en el que el corazón es más fuerte que la razón, pero más frágil que el silencio, en el que los amores eternos duran sólo un mes... O toda la vida.
Cada uno de ellos con su estilo, su voz y sus sueños. El escenario es "El Galpón", una casona enorme, de muchos años, donde funciona un centro de expresión artística y una radio clandestina. Un lugar diferente: hay profesores, pero no es una escuela.
Hay cuartos, pero no es una vivienda. Es un lugar abierto donde cualquiera puede alojarse, donde se puede ir a la madrugada a tocar la guitarra o el piano, donde existe una sola regla: respetar la libertad del otro. Entre buenos amigos y malas compañías, aprenderán la diferencia entre soñar y trabajar para realizar un sueño, entre prometer y comprometerse; entre desear y amar; entre ser adolescente y ser un adulto. Mientras estudian y se divierten, algunos tendrán que luchar contra los típicos conflictos de la juventud, lanzarse en sus primeros intentos sexuales y vivir la incertidumbre del futuro que ahora, más que nunca empieza a estar en sus manos.

## Elenco
- Ludovico Di Santo como Jagger[4]
- Florencia Otero como Florencia
- Arturo Frutos como Pablo "Fisu"
- Natalie Pérez como Nataly
- Gonzalo Heredia como Pedro
- Sebastián Francini como Maximiliano "Maxi"
- Juana Repetto como Eva
- Esteban Colletti como Lucas
- Diego Vicos como Damián "Colo"
- Guadalupe Álvarez Luchia como Malvina
- Emanuel Arias como Ignacio "Nacho"
- Juan D'Andre como Juan
- Juan Diego West como Facundo "El Negro"
- Gastón Dalmau como Gastón
- Agustina Quinci como René
- Bárbara García como Valentina
- Gabriela Groppa como Guadalupe "Lupe"
- Federico Di Iorio como Federico "Fede"
- Darío Dukah como Guido
- Nora Albajari como María Eugenia "Majo"
- Emiliano Gonzales como Emiliano "Galgo"
- Eliana González como Marisa "Toya"
- Camila Fiardi Mazza como Ailín
- Nicolás Fernández Llorente como Nicolás "Nico"
- Lissa Vera como Lissa
- Noelia Castaño como Dolores
- Daniela Nirenberg como Penélope

### Actuaron también
- Martín Seefeld como Gustavo
- Marcela Paoli como Martina
- María Fernanda Callejón como Rafaella
- Claudio Da Passano
- Edward Nutkiewicz
- Misha Arobelidze como Mariano
- Emiliano Rella
- Coni Vera
- Cristina Tejedor como Margarita

### Participaciones especiales
- La Mosca Tsé-Tsé
- La Portuaria
- Turf
- Memphis La Blusera
- Estela de Carlotto
- Darío Villarruel
- Mónica Carranza
- Osvaldo Laport como El Boletero
- Fabián Gianola como el padre de maxi.